# Жильцова Світлана Олексіївна
Світлана Олексіївна Жильцова (нар.. 30 листопада 1936) — радянська телеведуча, заслужена артистка РРФСР (1978).

## Біографія
Світлана Олексіївна Жильцова народилася 30 листопада 1936 року в Москві.
Будучи школяркою почала займатися в студії художнього слова при Московському Палаці піонерів. Після школи поступила в Інститут іноземних мов на англійську педагогічний факультет.
Кар'єру на телебаченні на початку IV курсі у спільному проекті телебачення СРСР і Канади — у фільмі про зірки радянської естради. Світлана Жильцова перемогла в конкурсі на роль диктора-перекладача.
По закінченні Вузу залишилася працювати на телебаченні, де спочатку читала програми передач.
Світлана Жильцова вела практично всі дитячі передачі: «Веселі нотки», «Будильник», «Спокійної ночі, малята», тележурнал «Піонер», різні молодіжні вікторини.
З 1963 року була ведучою програми «КВН». Саме він і став її зоряною годиною.
Кілька років Світлана Жильцова також була ведучою програми «Пісня року» (1976—1979). Неодноразово брала участь у передачах «Будильник», «Ранкова пошта», «Вогник», «Музичний кіоск», «За вашими листами». Вела концерти.
Брала участь у навчальних програмах з англійської мови. Двічі була в Японії, де вела програми про російську мову.
У 1993 році пішла з ефіру. Зараз Світлана Жильцова на пенсії, викладає у Вищій національній Школі телебачення.

## Визнання і нагороди
- Заслужена артистка РРФСР
- Орден Пошани (2011 рік)[3]

## Цікаві факти
- У ролі ведучої КВК разом Олександром Масляковим з'являється у фільмі «Смеханические пригоди Тарапуньки і Штепселя» (епізод, 1970)